# Амири, Вахида
Вахида Амири — афганская библиотекарша и активистка движения за права женщин. Она была включена в список Би-би-си 100 женщин 2021 года за постоянный протест против Талибана и его запрета на женское образование и труд.

## Ранний период жизни
Амири родилась в Кабуле и пошла в 1996 году, как раз перед приходом Талибана к власти, в школу. Одним из их приказов было закрыть школы для девочек, и образование Амири прервалось. Многие из её родственников бежали в Панджшер на севере Афганистана, но её отец решил остаться. Он вновь женился после смерти её матери, и семья переехала в Пакистан. От Амири ожидалось, что она будет готовить для семьи и прибираться.
Когда Амири было 15 лет, Талибан потерял власть. Семья вернулась в Кабул, где образование снова стало доступно девочкам, а женщины смогли работать. Однако жизнь Амири осталась прежней: ей приходилось готовить и убирать для своей семьи, вместо того, чтобы получать образование, которое теперь было для неё открыто. Через пять лет после возвращения в Кабул двоюродный брат Амири всё же сподвиг её поступить в школу.
После школы Амири поступила в университет Дунья, чтобы изучать право. Она полюбила Вирджинию Вулф, прочитав «Собственную комнату». После окончания университета Амири открыла небольшую библиотеку, где проводила дискуссии о феминизме за чаем сабзи — традиционным афганским зелёным чаем с кардамоном.

## Активизм
15 августа 2021 года талибы вернулись к власти и немедленно начали ограничивать свободу женщин. Амири пришла на работу и обнаружила, что дверь заперта, а её библиотека закрыта. Впоследствии она присоединилась к «Спонтанному движению борющихся женщин Афганистана», в рамках которого, отстаивая женское право на труд, маршировала по улицам вместе с другими женщинами. Их встретили слезоточивым газом, выстрелами в воздух и даже избиениями. Амири, несмотря на это продолжала марш.
После ареста многих участников протеста Амири переехала в безопасное место, чтобы скрыться от талибов. Однако в феврале 2022 года её и ещё нескольких женщин арестовали и доставили в Министерство внутренних дел, где продержали 18 дней.
Находясь там, она должна была выступить по видеосвязи, назвав свое имя и имя человека, который ей помогал. Ей велели сказать, что её призвали выйти на протест протестующие за рубежом афганцы. Это заявление создало впечатление, что протестующие женщины вышли на марш, чтобы прославиться и быть эвакуированными из Афганистана. Амири признала, что это высказывание, транслировавшееся на Tolo News, крупном афганском новостном канале, сильно навредило.
Амири и других женщин в конечном итоге отпустили, приказав им больше не протестовать. Талибы оставили себе документы на дом её семьи, чтобы гарантировать, что она не будет бросать вызов их власти в будущем. По настоянию семьи она покинула Афганистан и жила в Пакистане.
В сентябре 2023 года она присоединилась к группе женщин, которые в знак протеста против обращения с женщинами в Афганистане начали длившуюся десять дней голодовку. Среди её товарок по протесту были Тамана Заряб Парьяни и Найера Кохистани.